# Martine Moïse
Martine Moïse   (Port-au-Prince, 6 de juny de 1974) va ser la primera dama d'Haití, vídua del llavors president Jovenel Moïse. Va ser la primera dama del país des del febrer de 2017 fins a l'assassinat del seu marit el 7 de juliol de 2021. Moïse va resultar ferida en el mateix atac a casa seva a Pétion-Ville.

## Biografia
Moïse va néixer amb el nom de Martine Marie Étienne Joseph el 5 de juny de 1974 a Port-au-Prince, capital d'Haití. Va completar els seus estudis primaris i secundaris a l'escola Roger Anglade de la mateixa ciutat el 1993. Després es va llicenciar en estudis d'interpretació a la Universitat Quisqueya el 1997.
Va conèixer el seu futur marit, Jovenel Moïse, quan els dos estudiaven a la universitat. Es van casar el 1996. Més tard en aquest mateix any, Moïse i el seu marit es van traslladar a Port-de-Paix, al departament Nord-Ouest, amb la intenció de treballar en el desenvolupament rural.
Durant el seu mandat com a primera dama, Moïse va ser presidenta de la Fondasyon Klere Ayiti, una organització de desenvolupament comunitari centrada en l'educació cívica i en les desigualtats de la dona. L'octubre de 2017 es va convertir en responsable de coordinació del Fons Global a Haití-CCM, que té com a objectiu alleujar els efectes del VIH/sida, la malària i altres malalties de salut pública a Haití. Moïse també va advocar per noves inversions en la indústria artesanal haitiana en un intent per impulsar els artesans locals.

### Atac
El 7 de juliol de 2021, el president Jovenel Moïse va ser assassinat, mentre que la primera dama Martine Moïse va quedar ferida greu durant un atac a la seva residència a Pétion-Ville. Moïse va patir ferides de trets als braços i a la cuixa, i altres ferides greus a la mà i a l'abdomen. Moïse va ser tractada inicialment a l'Hospital General de Port-au-Prince, mentre començaven a circular-se rumors falsos i erronis sobre la seva mort. L'ambaixador d'Haití als Estats Units, Bocchit Edmond, va dir als periodistes que Moïse estava "en estat estable, però crític" i que s'estaven prenent mesures per evacuar-la a Miami per rebre tractament.
Més tard, el mateix dia, Moïse va ser traslladada per Trinity Air Ambulance des d'Haití fins a l'aeroport executiu de Fort Lauderdale a Florida, i va arribar a Fort Lauderdale aproximadament a les 15:30 hores. La van portar en ambulància des de l'aeroport fins al Ryder Trauma Center de l'Hospital Memorial Jackson de Miami.